# Parisot (Tarn e Garonna)
Parisot è un comune francese di 564 abitanti situato nel dipartimento del Tarn e Garonna nella regione dell'Occitania.

## Storia

### Simboli
Lo stemma di Parisot si blasona:

## Società

### Evoluzione demografica
Abitanti censiti